# Megan Leitch
Pour les articles homonymes, voir Leitch.
Megan Leitch est une actrice canadienne née à Vancouver (Colombie-Britannique) au Canada en 1965. Elle est notamment connue pour le rôle de Samantha Mulder qu'elle a tenu dans la série X-Files : Aux frontières du réel.

## Filmographie

### Cinéma

#### Long métrage
- 1992 : The Resurrected de Dan O'Bannon : Eliza
- 1992 : Face à face (Knight Moves) de Carl Schenkel : La mère
- 1996 : Hard Core Logo de Bruce McDonald : Mary, la fan
- 1996 : Key: The Metal Idol (vidéo) : Kuriyagawa Sakura (voix)
- 1998 : Le Fils du Diable de Mark L. Lester : Serena
- 1999 : Daydrift de Ryan Bonder : Simone
- 2003 : See Grace Fly de Pete McCormack : Gigi Devito
- 2006 : Mount Pleasant de Ross Weber : L'officier de police

#### Court métrage
- 1998 : Revisited de Scott Weber : Martha
- 2005 : 24/7 de Kelly-Ruth Mercier : La femme au foyer désespérée
- 2020 : Wytch Craft de Polly Pierce : Doreen
- 2023 : Benny's Best Birthday de Benjamin Schuetze : La mère

### Télévision

#### Téléfilm
- 1990 : « Il » est revenu (It) de Tommy Lee Wallace : La bibliothécaire
- 1991 : La Malédiction 4 : L'Éveil (Omen IV: The Awakening) de Jorge Montesi et de Dominique Othenin-Girard : Sœur Yvonne/Felicity
- 1993 : Cas de conscience (No Child of Mine) de Michael Katleman : Robin Jenkins
- 1995 : Jack Reed : Les Contes Meurtriers (Jack Reed: One of Our Own) de Brian Dennehy : Rebecca
- 1995 : When the Vows Break d'Eric Till : Susan
- 1997 : Breaking the Surface: The Greg Louganis Story de Steven Hilliard Stern : Megan
- 1998 : Les Soupçons de Mary (Silencing Mary) de Craig R. Baxley : Nina
- 2000 : Special Delivery de Mark Jean : Robin Beck
- 2004 : The Love Crimes of Gillian Guess de Bruce McDonald : Agnes, la mère de Claire
- 2005 : The Colt de Yelena Lanskaya : Lucy Calloway
- 2019 : Chronicle Mysteries: The Deep End de Nimisha Mukerji : Heidi Newcombe
- 2020 : Un Noël plein de charme de Rich Newey : Mary Matthews
- 2020 : Les petits meurtres de Ruby : prédiction mortelle (Ruby Herring Mysteries: Prediction Murder) de Neill Fearnley : Rose Vitello

#### Série télévisée
- 1991 : Mom PI (en) (saison 2, épisode 06 : Repo Ride) : Marcia
- 1989 - 1991 : Les Deux font la loi (Bordertown) :
  - (saison 1, épisode 15 : Quand les rêves meurent) : Mme Dobbs (non crédité)
  - (saison 3, épisode 24 : A Small Kindness) : Sara Simpson
- 1994 : Cobra (saison 1, épisode 14 : Lost in Cyberspace) : Dolores Brown/Athena
- 1994 : L'As de la crime (The Commish) (saison 4, épisode 05 : Who Do You Trust) : Peggy Hibbs
- 1995 - 1997 et 1999 : X-Files : Aux frontières du réel (The X-Files) : Samantha Mulder
  - (saison 2, épisode 16 : La Colonie (1/2))
  - (saison 2, épisode 17 : La Colonie (2/2))
  - (saison 5, épisode 02 : La Voie de la vérité)
  - (saison 7, épisode 02 : La Sixième Extinction - 2e partie)
- 1996 : The Sentinel (saison 2, épisode 01 : Retour dans la jungle) : Dr. Kimberley Ashe
- 1996 : Two (saison 1, épisode 09 : Victoria's Secret) : Victoria Sloane
- 1997 : La Loi du colt (saison 1, épisode 03 : The Highwayman) : Brenda Cosgrove
- 1998 : Au-delà du réel : L'aventure continue (The Outer Limits) (saison 4, épisode 11 : Le Vaccin) : Barb
- 1998 : Welcome to Paradox (saison 1, épisode 05 : The Girl Who Was Plugged In) : P. Burke
- 1998 : Coroner Da Vinci (Da Vinci's Inquest) (saison 1, épisode 07 : L'Étranger) : Mae Chandler
- 1998 : Cold Squad, brigade spéciale (Cold Squad) (saison 2, épisode 08 : Dwayne Douglas Smith) : Karen Burke
- 1999 : Stargate SG-1 (saison 3, épisode 11 : Le Passé oublié) : Ke'ra
- 2000 : Aux frontières de l'étrange (So Weird) (saison 3, épisode 12 : Changeling) : Mary Johnson
- 2001 - 2003 : X-Men: Evolution (12 épisodes) : Boom Boom / Tabitha Smith
- 2002 : L'Île de l'étrange (Glory Days) (saison 1, épisode 07 : Les Nouveaux Voisins) : Beth Jarrett
- 2002 : Beyond Belief : Fact or Fiction (saison 4, épisode 12 : Witness to Murder/Roulette Wheel/The Phrenologist's Head/The Bridge/The Cigar Box/The Bridge) : Maggie
- 2004 : Les Forces du mal (Tounching Evil) (saison 1, épisode 05 : Le Bourreau) : Janice, la serveuse
- 2005 : Le Messager des ténèbres (The Collector) (saison 2, épisode 04 : La Pharmacienne) : Theo Maspeaky
- 2005 : Le Maire Da Vinci (Da Vinci's City Hall) (saison 1, épisode 07 : Ready to Call in the Horses) : Flaherty
- 2006 : Stargate Atlantis (saison 3, épisode 10 : Exil forcé (1/2)) : Capitaine Helia
- 2009 : Wild Roses (saison 1, épisode 07 : Love and Loss) : assistant d'Adele (sous le nom de Meghan Leitch)
- 2009 : Supernatural (saison 4, épisode 18 : Le Prophète) : Mother
- 2010 : Fringe : Elaine
  - (saison 2, épisode 12 : Le Village des damnés)
  - (saison 2, épisode 13 : Quarantaine)
- 2018 : Take Two (1 épisode) : Le médecin de la clinique
- 2019 : Les petits meurtres de Ruby (1 épisode) : Rose Vitello
- 2021 : Home Before Dark (2 épisodes) : Molly
- 2021 : Maid (mini-série) (1 épisode) : Sasha
- 2022 : Sur ordre de Dieu (mini-série) (7 épisodes) : Doreen Lafferty